# دوري الدرجة الأولى الغامبي 2008
دوري الدرجة الأولى الغامبي 2008 هو موسم من دوري الدرجة الأولى الغامبي. أشرف على تنظيمه اتحاد غامبيا لكرة القدم، وكان عدد الأندية المشاركة فيه 12، وفاز فيه نادي واليدان.